# Partido Laborista-Agrario
El Partido Laborista-Agrario (労働農民党 Rōdōnōmin-tō?) era un partido político en el Imperio del Japón que existió a finales de la era Taisho e inicios de la era Showa.
Representaba al sector de izquierda del movimiento proletario legal de la época. Oyama Ikuo fue el presidente del partido. En el momento en que el gobierno prohibió el partido en 1928, se estimó que tenía alrededor de 90.000 miembros en 131 organizaciones locales. El partido fue apoyado por la federación sindical Hyōgikai y la Unión Campesina de Japón.

## Fundación
El Rōdōnōmintō fue fundado en marzo de 1926 como una continuación del Partido Agrario-Laborista (fundado en diciembre de 1925, pero prohibido después de solo dos horas de existencia). El partido fue fundado por el centro sindical Sodomei, la Federación Sindical de Japón (un grupo disidente del Sodomei), la Unión Campesina de Japón, la Unión de Marineros y la Federación de Empleados del Gobierno. El líder de la Unión Campesina de Japón, Motojirō Sugiyama, se convirtió en el presidente del partido, Nagawa, Abe, Aso y Nishio fueron incluidos en su Comité Central.
Tres miembros del Comité Central del partido, Matsuda Kiichi, Ueda Onshi y Saiko Bankichi, también fueron líderes en el movimiento Suiheisha.

## Plataformas del partido

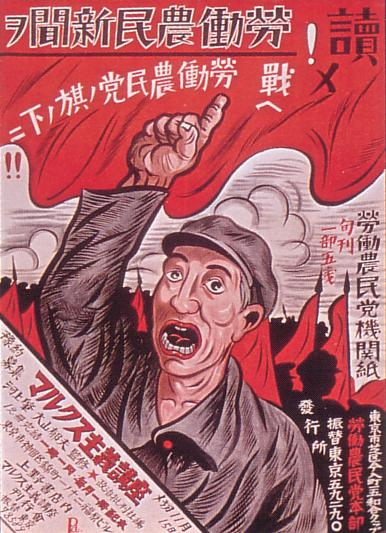
Cartel electoral de 1928 del Partido Laborista-Agrario.

La plataforma del Rōdōnōmintō declaró que el objetivo de la organización era la emancipación política, social y económica de la clase proletaria, y por medios legales el trabajo aboga por la reforma agraria y la redistribución de la producción. Según la plataforma del partido, los partidos políticos establecidos representaban los intereses de las clases privilegiadas, y que el Rōdōnōmintō buscaba su derrocamiento y reforma del sistema parlamentario. Otras demandas planteadas en la plataforma incluyeron sufragio universal (para todas las personas mayores de 20 años), derecho a formar sindicatos y organizar huelgas, negociación colectiva, salarios mínimos, jornada laboral de 8 horas, derechos de las mujeres, educación gratuita, aumento legal derechos a los arrendatarios, impuestos progresivos y la democratización del liderazgo militar.
En el momento de su fundación, se aprobó un estatuto del partido que establece que solo los miembros de las organizaciones constituyentes del partido pueden adquirir la membresía del partido. Esto se hizo para evitar que los comunistas y otros elementos de izquierda ganen influencia dentro de la organización. Los sectores anticomunistas querían impedir que miembros de grupos de izquierda como la Hyōgikai, la Liga Juvenil Proletaria y la Sociedad de Estudios Políticos se unieran al partido. Sin embargo, grandes sectores del partido consideraban que este estatuto impedía la formación de un único partido unificado del movimiento proletario. El reglamento se debatió acaloradamente dentro de la dirección del partido. Oyama Ikuo y otros militantes más jóvenes de la Unión Campesina de Japón exigieron que se elimine el estatuto. El resultado fue un compromiso, que la membresía estaba abierta para aquellas personas que fueron aprobadas por la rama del partido en cuestión.
Sin embargo, el compromiso no evitó las divisiones en el partido. La facción de extrema derecha dentro del partido (representada por una sección de antiguos líderes de la Unión Campesina de Japón, como Okabe Kansuke e Hirano Rikizo) fue el primer grupo disidente en abandonar el partido. En octubre de 1926 formaron el Partido de los Granjeros de Japón. El 24 de octubre de 1926, el Sodomei y otros sindicatos se retiraron del partido. El liderazgo del partido ahora estaba en manos de Oyama Ikuo, Mizutani Chozaburo y Hososako Kanemitsu, y se eliminaron todas las restricciones a la membresía del partido. Sodomei y otros sectores moderados fundaron el Partido Socialdemócrata en diciembre de 1926.
En septiembre de 1926, el Rōdōnōmintō y el Hyōgikai comenzaron una campaña para exigir la introducción de cinco leyes; una ley de salario mínimo, una ley de jornada laboral de 8 horas, una ley de seguro de salud, una ley de protección de las mujeres trabajadoras y una ley de beneficios por desempleo.
El 12 de diciembre de 1926, el Rōdōnōmintō celebró su primera convención. La convención eligió a Oyama Ikuo como presidente del partido y secretario general de Hososako.
La izquierda revolucionaria también se dividió en filas propias. Después de la disolución del primer partido comunista japonés en 1924, los cuadros de izquierda se habían unido al Partido Laborista-Agrario. Un sector (el grupo Fukumoto) quería reconstituir el Partido Comunista y concentró su trabajo en la organización clandestina, mientras que Sakai Toshihiko, Yamakawa Kikue, Yamakawa Hitoshi y sus simpatizantes se centraron en la construcción del Partido Laborista-Agricultor legal. A fines de 1926, el grupo Fukomoto dominaba tanto al Partido Comunista reconstituido como al Partido Laborista-Agricultor, ocupando posiciones estratégicas clave dentro de este último.
En marzo de 1927, intervino la Internacional Comunista. Se celebró una reunión en Moscú, en la que participaron Bujarin, M. N. Roy, J. T. Murphy y Béla Kun, junto con Fukumoto y otros líderes comunistas japoneses. Tanto Yamakawa como Fukumoto fueron condenados en la tesis emitida por la Internacional Comunista. Yamakawa fue denunciado como "liquidacionista", mientras que Fukumoto fue calificado como "sectario". El Partido Comunista de Japón recibió instrucciones de organizarse como un partido de vanguardia, trabajando con y dentro de organizaciones de masas como el Partido Laborista-Agricultor. En diciembre de 1927, el grupo Yamakawa comenzó a publicar la revista mensual Rōnō, tomando prestado el nombre del Partido Laborista-Agricultor para su órgano de facción.
En medio de la crisis financiera que golpeó a Japón en la primavera de 1927, el partido intensificó su trabajo de propaganda, lanzando una campaña para convocar elecciones anticipadas.
La Liga de Mujeres de Kantō, una organización de mujeres relacionada con el partido, se fundó el 3 de julio de 1927. La Liga de Mujeres de Kantō se disolvió en marzo de 1928, después de que el partido emitió una directiva contra la existencia de una organización separada para mujeres. El cambio de posición con respecto a la organización de mujeres fue un efecto secundario de la batalla entre facciones dentro del partido.
Con respecto a la cuestión china, el partido se opuso a la política del gobierno japonés y realizó una campaña de "Manos fuera de China". El partido apoyó al gobierno izquierdista de Wuhan. El partido ayudó a la fundación de la Unión Campesina de Taiwán y apoyó sus luchas contra las políticas agrícolas del gobernador general japonés en la isla.

## Actividad electoral
El partido lanzó 108 candidatos en las elecciones de la prefectura de 1927, de los cuales 13 fueron elegidos (nueve de las zonas rurales, cuatro de las zonas urbanas). La mayor parte de los votos para el partido provino de áreas donde su Unión Campesina de Japón era más activa; Kagawa, Niigata, Akita y Hyogo. El voto combinado de los candidatos del partido fue de 119.169.
Antes de las elecciones nacionales de 1928, el partido emitió una lista de demandas radicales, pidiendo la abolición de todas las formas de discriminación de las razas sujetas y la reducción del tamaño de las fuerzas armadas. En la campaña electoral surgieron lemas como "establecer un gobierno obrero-campesino" y "¡Viva la dictadura del proletariado!".
Sin embargo, hubo una considerable interferencia del gobierno contra las campañas electorales del Partido Laborista-Agricultor. Las reuniones electorales fueron interrumpidas por la policía y los trabajadores de la campaña electoral a menudo fueron arrestados arbitrariamente. Noche tras noche, las fuerzas policiales interrumpieron los discursos de campaña de Oyama Ikuo. La sede de su campaña en la circunscripción de la prefectura de Kagawa (donde se presentó como candidato, frente al ministro de finanzas titular) fue allanada por la policía.
Entre los candidatos del partido había once comunistas. Kyuichi Tokuda, quien más tarde se convirtió en el secretario general del Partido Comunista, se presentó como candidato del partido. Otro comunista, el organizador sindical Kenzo Yamamoto, era un candidato del Partido Laborista-Agricultor en Hokkaido.
En total, el partido apoyó a 40 candidatos en las elecciones, quienes reunieron 181 141 votos (1,9% del voto nacional). Banno, sin embargo, afirma que el voto combinado de los 40 candidatos del Partido Laborista-Agricultor fue de 193,047. Según la cuenta de Banno, el 77% de los votos para el partido provino de áreas rurales (el partido había lanzado 32 candidatos rurales y 8 urbanos). Dos de los candidatos del partido fueron elegidos, Yamamoto Senji y Mizutani Chozaburo.
Después de las elecciones, los tres partidos proletarios de la asamblea (el Partido Laborista-Agricultor, el Partido Laborista-Agrario de Japón y el Partido Socialdemócrata) lograron formar un comité parlamentario conjunto, a pesar de sus contradicciones políticas.

## Disolución
Con el incidente del 15 de marzo, se dirigió una ola de represión contra la izquierda en Japón. Unas 1.600 personas fueron arrestadas y acusadas de ser activistas comunistas. El Partido Laborista-Agricultor fue prohibido por el Ministerio del Interior el 11 de abril de 1928, luego de que surgieran acusaciones de vínculos con los comunistas. El Hyōgikai fue prohibido el mismo día.
Después de que se prohibió el Partido Laborista-Agricultor, el gobierno intentó expulsar a sus representantes de la Dieta de Japón. Sin embargo, carecían de cualquier base legal para hacerlo, y los dos partidos laborista-agricultor continuaron en sus funciones parlamentarias. Senji Yamamoto fue asesinado el 29 de febrero, el mismo día que había presentado testificado en la Dieta sobre la tortura de prisioneros. El 8 de febrero de 1929, Senji Yamamoto, que era candidato del Partido Laborista-Agricultor para Kioto en las primeras elecciones generales bajo sufragio universal celebrado en febrero de 1928, habló en la Dieta Imperial, indagando sobre la tortura y la detención ilegal de prisioneros por parte de la policía, quien se había jactado de ser el "Amakasu de Showa". Estaba preparando su discurso para la Dieta en febrero, pero fue asesinado por un asesino de derecha en una posada en el distrito Kanda de Tokio.
Habría varios intentos diferentes de los izquierdistas para recrear un partido que representara el legado del Partido Laborista-Agricultor. Inmediatamente después de la disolución del Partido Laborista-Agrario, el Partido Comunista ordenó a sus cuadros que reconstruyeran el partido. Se mantuvo el objetivo de lograr la unificación con el Partido Laborista-Agrario de Japón. Se formó un comité de reorganización (denominado "Comité para la Reconstrucción del Partido Laborista-Agrario y Preparación para el Nuevo Partido"). Oyama Ikou se desempeñó como presidente del comité y a Hososako como secretario general. El comité fue rápidamente prohibido por el gobierno, pero continuó funcionando ilegalmente. En julio de 1928, la facción Rōnō se separó del comité y fundó el Partido de las Masas Proletarias. En diciembre de 1928, el Partido de las Masas Proletarias se fusionó con el Partido Laborista-Agrario de Japón, formando el Partido de las Masas de Japón. En el mismo mes, el grupo Oyama Ikuo celebró una conferencia de refundación del Partido Laborista-Agrario, pero el partido fue nuevamente prohibido rápidamente. En enero de 1929, Mizutani Chozaburo denunció a sus antiguos camaradas del Partido Laborista-Agrario como "demasiado comunistas", poniendo fin a la continuidad de la facción parlamentaria del Partido Laborista-Agrario. En noviembre de 1929, Oyama Ikuo y sus seguidores fundaron el Nuevo Partido Laborista-Agrario. Después de haber formado este partido, se produjo una ruptura final entre Oyama Ikuo y los comunistas, y estos últimos comenzaron a etiquetarlo como "traidor".